# Ski Classics 2015/16
Die Visma Ski Classics 2015/16 sind die sechste Austragung der Wettkampfserie im Skilanglauf. Sie umfasste neun Skimarathons und einen Prolog, die allesamt in klassischer Technik ausgetragen wurden. Die Serie begann am 5. Dezember 2015 in Livigno und endete am 2. April 2015 mit den Årefjällsloppet in Schweden. Gesamtsieger bei den Männern wurde der Norweger Petter Eliassen; bei den Frauen war die Schwedin Britta Johansson Norgren erfolgreich.
Neu im Kalender der Ski Classics war der Volkslanglauf Toblach–Cortina in Südtirol und Venetien. Nach der Absage des König-Ludwig-Laufs wurde zudem der Kaiser-Maximilian-Lauf in Seefeld neu ins Programm genommen.

## Ergebnisse Männer
| 1. Ski Classics in Livigno – La Sgambeda | 1. Ski Classics in Livigno – La Sgambeda | 1. Ski Classics in Livigno – La Sgambeda                                                      | 1. Ski Classics in Livigno – La Sgambeda                                          | 1. Ski Classics in Livigno – La Sgambeda                                             |
| ---------------------------------------- | ---------------------------------------- | --------------------------------------------------------------------------------------------- | --------------------------------------------------------------------------------- | ------------------------------------------------------------------------------------ |
| Datum                                    | Disziplin                                | Erster Platz                                                                                  | Zweiter Platz                                                                     | Dritter Platz                                                                        |
| 5. Dezember 2015                         | 15 km Prolog klassisch                   | Team United Bakeries Johan Kjølstad Øystein Pettersen John Kristian Dahl Tore Bjørseth Berdal | Team Exspirit Morten Eide Pedersen Daniel Richardsson Bill Impola Jimmie Johnsson | Team Santander Tord Asle Gjerdalen Anders Aukland Snorri Einarsson Øyvind Moen Fjeld |
| 6. Dezember 2015                         | 24 km klassisch 1                        | John Kristian Dahl                                                                            | Jewgeni Dementjew                                                                 | Johan Kjølstad                                                                       |

| 2. Ski Classics in Bedřichov – Isergebirgslauf | 2. Ski Classics in Bedřichov – Isergebirgslauf | 2. Ski Classics in Bedřichov – Isergebirgslauf | 2. Ski Classics in Bedřichov – Isergebirgslauf | 2. Ski Classics in Bedřichov – Isergebirgslauf |
| ---------------------------------------------- | ---------------------------------------------- | ---------------------------------------------- | ---------------------------------------------- | ---------------------------------------------- |
| Datum                                          | Disziplin                                      | Erster Platz                                   | Zweiter Platz                                  | Dritter Platz                                  |
| 10. Januar 2016                                | 50 km klassisch                                | Petter Eliassen                                | Johan Kjølstad                                 | Anders Aukland                                 |

| 3. Ski Classics in Zuoz – La Diagonela | 3. Ski Classics in Zuoz – La Diagonela | 3. Ski Classics in Zuoz – La Diagonela | 3. Ski Classics in Zuoz – La Diagonela | 3. Ski Classics in Zuoz – La Diagonela |
| -------------------------------------- | -------------------------------------- | -------------------------------------- | -------------------------------------- | -------------------------------------- |
| Datum                                  | Disziplin                              | Erster Platz                           | Zweiter Platz                          | Dritter Platz                          |
| 23. Januar 2016                        | 55 km klassisch 2                      | Petter Eliassen                        | Tord Asle Gjerdalen                    | Morten Eide Pedersen                   |

| 4. Ski Classics im Val di Fiemme und Val di Fassa – Marcialonga | 4. Ski Classics im Val di Fiemme und Val di Fassa – Marcialonga | 4. Ski Classics im Val di Fiemme und Val di Fassa – Marcialonga | 4. Ski Classics im Val di Fiemme und Val di Fassa – Marcialonga | 4. Ski Classics im Val di Fiemme und Val di Fassa – Marcialonga |
| --------------------------------------------------------------- | --------------------------------------------------------------- | --------------------------------------------------------------- | --------------------------------------------------------------- | --------------------------------------------------------------- |
| Datum                                                           | Disziplin                                                       | Erster Platz                                                    | Zweiter Platz                                                   | Dritter Platz                                                   |
| 31. Januar 2016                                                 | 70 km klassisch                                                 | Tord Asle Gjerdalen                                             | Petter Eliassen                                                 | Stian Hoelgaard                                                 |

| 5. Ski Classics in Oberammergau – König-Ludwig-Lauf | 5. Ski Classics in Oberammergau – König-Ludwig-Lauf | 5. Ski Classics in Oberammergau – König-Ludwig-Lauf | 5. Ski Classics in Oberammergau – König-Ludwig-Lauf | 5. Ski Classics in Oberammergau – König-Ludwig-Lauf |
| --------------------------------------------------- | --------------------------------------------------- | --------------------------------------------------- | --------------------------------------------------- | --------------------------------------------------- |
| Datum                                               | Disziplin                                           | Erster Platz                                        | Zweiter Platz                                       | Dritter Platz                                       |
| 7. Februar 2016                                     | 50 km klassisch                                     | ausgefallen                                         | ausgefallen                                         | ausgefallen                                         |

| 5. Ski Classics in Seefeld in Tirol – Kaiser-Maximilian-Lauf (Ersatz für König-Ludwig-Lauf) | 5. Ski Classics in Seefeld in Tirol – Kaiser-Maximilian-Lauf (Ersatz für König-Ludwig-Lauf) | 5. Ski Classics in Seefeld in Tirol – Kaiser-Maximilian-Lauf (Ersatz für König-Ludwig-Lauf) | 5. Ski Classics in Seefeld in Tirol – Kaiser-Maximilian-Lauf (Ersatz für König-Ludwig-Lauf) | 5. Ski Classics in Seefeld in Tirol – Kaiser-Maximilian-Lauf (Ersatz für König-Ludwig-Lauf) |
| ------------------------------------------------------------------------------------------- | ------------------------------------------------------------------------------------------- | ------------------------------------------------------------------------------------------- | ------------------------------------------------------------------------------------------- | ------------------------------------------------------------------------------------------- |
| Datum                                                                                       | Disziplin                                                                                   | Erster Platz                                                                                | Zweiter Platz                                                                               | Dritter Platz                                                                               |
| 7. Februar 2016                                                                             | 65 km klassisch                                                                             | Petter Eliassen                                                                             | Johan Kjølstad                                                                              | Tord Asle Gjerdalen                                                                         |

| 6. Ski Classics in Toblach – Toblach–Cortina | 6. Ski Classics in Toblach – Toblach–Cortina | 6. Ski Classics in Toblach – Toblach–Cortina | 6. Ski Classics in Toblach – Toblach–Cortina | 6. Ski Classics in Toblach – Toblach–Cortina |
| -------------------------------------------- | -------------------------------------------- | -------------------------------------------- | -------------------------------------------- | -------------------------------------------- |
| Datum                                        | Disziplin                                    | Erster Platz                                 | Zweiter Platz                                | Dritter Platz                                |
| 13. Februar 2016                             | 32 km klassisch 3                            | Tord Asle Gjerdalen                          | Petter Eliassen                              | John Kristian Dahl                           |

| 7. Ski Classics von Sälen nach Mora – Wasalauf | 7. Ski Classics von Sälen nach Mora – Wasalauf | 7. Ski Classics von Sälen nach Mora – Wasalauf | 7. Ski Classics von Sälen nach Mora – Wasalauf | 7. Ski Classics von Sälen nach Mora – Wasalauf |
| ---------------------------------------------- | ---------------------------------------------- | ---------------------------------------------- | ---------------------------------------------- | ---------------------------------------------- |
| Datum                                          | Disziplin                                      | Erster Platz                                   | Zweiter Platz                                  | Dritter Platz                                  |
| 6. März 2016                                   | 90 km klassisch                                | John Kristian Dahl                             | Stian Hoelgaard                                | Anders Høst                                    |

| 8. Ski Classics von Rena nach Lillehammer – Birkebeinerrennet | 8. Ski Classics von Rena nach Lillehammer – Birkebeinerrennet | 8. Ski Classics von Rena nach Lillehammer – Birkebeinerrennet | 8. Ski Classics von Rena nach Lillehammer – Birkebeinerrennet | 8. Ski Classics von Rena nach Lillehammer – Birkebeinerrennet |
| ------------------------------------------------------------- | ------------------------------------------------------------- | ------------------------------------------------------------- | ------------------------------------------------------------- | ------------------------------------------------------------- |
| Datum                                                         | Disziplin                                                     | Erster Platz                                                  | Zweiter Platz                                                 | Dritter Platz                                                 |
| 19. März 2016                                                 | 54 km klassisch                                               | John Kristian Dahl                                            | Anders Aukland                                                | Petter Eliassen                                               |

| 9. Ski Classics von Vålådalen nach Edsåsdalen – Årefjällsloppet | 9. Ski Classics von Vålådalen nach Edsåsdalen – Årefjällsloppet | 9. Ski Classics von Vålådalen nach Edsåsdalen – Årefjällsloppet | 9. Ski Classics von Vålådalen nach Edsåsdalen – Årefjällsloppet | 9. Ski Classics von Vålådalen nach Edsåsdalen – Årefjällsloppet |
| --------------------------------------------------------------- | --------------------------------------------------------------- | --------------------------------------------------------------- | --------------------------------------------------------------- | --------------------------------------------------------------- |
| Datum                                                           | Disziplin                                                       | Erster Platz                                                    | Zweiter Platz                                                   | Dritter Platz                                                   |
| 2. April 2016                                                   | 60 km klassisch 4                                               | Johan Kjølstad                                                  | John Kristian Dahl                                              | Petter Eliassen                                                 |

## Gesamtwertung Männer
| Rang | Name                 | Punkte |
| ---- | -------------------- | ------ |
| 1.   | Petter Eliassen      | 1380   |
| 2.   | Tord Asle Gjerdalen  | 1169   |
| 3.   | John Kristian Dahl   | 1141   |
| 4.   | Johan Kjølstad       | 996    |
| 5.   | Anders Aukland       | 857    |
| 6.   | Morten Eide Pedersen | 789    |
| 7.   | Daniel Richardsson   | 787    |
| 8.   | Stian Hoelgaard      | 781    |
| 9.   | Anders Høst          | 769    |
| 10.  | Øyvind Moen Fjeld    | 649    |

## Ergebnisse Frauen
| 1. Ski Classics in Livigno – La Sgambeda | 1. Ski Classics in Livigno – La Sgambeda | 1. Ski Classics in Livigno – La Sgambeda | 1. Ski Classics in Livigno – La Sgambeda | 1. Ski Classics in Livigno – La Sgambeda |
| ---------------------------------------- | ---------------------------------------- | ---------------------------------------- | ---------------------------------------- | ---------------------------------------- |
| Datum                                    | Disziplin                                | Erster Platz                             | Zweiter Platz                            | Dritter Platz                            |
| 5. Dezember 2015                         | 15 km Prolog klassisch                   | Lina Korsgren                            | Kateřina Smutná                          | Britta Johansson Norgren                 |
| 6. Dezember 2015                         | 24 km klassisch 5                        | Kateřina Smutná                          | Britta Johansson Norgren                 | Justyna Kowalczyk                        |

| 2. Ski Classics in Bedřichov – Isergebirgslauf | 2. Ski Classics in Bedřichov – Isergebirgslauf | 2. Ski Classics in Bedřichov – Isergebirgslauf | 2. Ski Classics in Bedřichov – Isergebirgslauf | 2. Ski Classics in Bedřichov – Isergebirgslauf |
| ---------------------------------------------- | ---------------------------------------------- | ---------------------------------------------- | ---------------------------------------------- | ---------------------------------------------- |
| Datum                                          | Disziplin                                      | Erster Platz                                   | Zweiter Platz                                  | Dritter Platz                                  |
| 10. Januar 2016                                | 50 km klassisch                                | Britta Johansson Norgren                       | Lina Korsgren                                  | Sara Lindborg                                  |

| 3. Ski Classics in Zuoz – La Diagonela | 3. Ski Classics in Zuoz – La Diagonela | 3. Ski Classics in Zuoz – La Diagonela | 3. Ski Classics in Zuoz – La Diagonela | 3. Ski Classics in Zuoz – La Diagonela |
| -------------------------------------- | -------------------------------------- | -------------------------------------- | -------------------------------------- | -------------------------------------- |
| Datum                                  | Disziplin                              | Erster Platz                           | Zweiter Platz                          | Dritter Platz                          |
| 23. Januar 2016                        | 55 km klassisch 6                      | Britta Johansson Norgren               | Kateřina Smutná                        | Seraina Boner                          |

| 4. Ski Classics im Val di Fiemme und Val di Fassa – Marcialonga | 4. Ski Classics im Val di Fiemme und Val di Fassa – Marcialonga | 4. Ski Classics im Val di Fiemme und Val di Fassa – Marcialonga | 4. Ski Classics im Val di Fiemme und Val di Fassa – Marcialonga | 4. Ski Classics im Val di Fiemme und Val di Fassa – Marcialonga |
| --------------------------------------------------------------- | --------------------------------------------------------------- | --------------------------------------------------------------- | --------------------------------------------------------------- | --------------------------------------------------------------- |
| Datum                                                           | Disziplin                                                       | Erster Platz                                                    | Zweiter Platz                                                   | Dritter Platz                                                   |
| 31. Januar 2016                                                 | 70 km klassisch                                                 | Britta Johansson Norgren                                        | Kateřina Smutná                                                 | Seraina Boner                                                   |

| 5. Ski Classics in Oberammergau – König-Ludwig-Lauf | 5. Ski Classics in Oberammergau – König-Ludwig-Lauf | 5. Ski Classics in Oberammergau – König-Ludwig-Lauf | 5. Ski Classics in Oberammergau – König-Ludwig-Lauf | 5. Ski Classics in Oberammergau – König-Ludwig-Lauf |
| --------------------------------------------------- | --------------------------------------------------- | --------------------------------------------------- | --------------------------------------------------- | --------------------------------------------------- |
| Datum                                               | Disziplin                                           | Erster Platz                                        | Zweiter Platz                                       | Dritter Platz                                       |
| 7. Februar 2016                                     | 50 km klassisch                                     | ausgefallen                                         | ausgefallen                                         | ausgefallen                                         |

| 5. Ski Classics in Seefeld in Tirol – Kaiser-Maximilian-Lauf (Ersatz für König-Ludwig-Lauf) | 5. Ski Classics in Seefeld in Tirol – Kaiser-Maximilian-Lauf (Ersatz für König-Ludwig-Lauf) | 5. Ski Classics in Seefeld in Tirol – Kaiser-Maximilian-Lauf (Ersatz für König-Ludwig-Lauf) | 5. Ski Classics in Seefeld in Tirol – Kaiser-Maximilian-Lauf (Ersatz für König-Ludwig-Lauf) | 5. Ski Classics in Seefeld in Tirol – Kaiser-Maximilian-Lauf (Ersatz für König-Ludwig-Lauf) |
| ------------------------------------------------------------------------------------------- | ------------------------------------------------------------------------------------------- | ------------------------------------------------------------------------------------------- | ------------------------------------------------------------------------------------------- | ------------------------------------------------------------------------------------------- |
| Datum                                                                                       | Disziplin                                                                                   | Erster Platz                                                                                | Zweiter Platz                                                                               | Dritter Platz                                                                               |
| 7. Februar 2016                                                                             | 65 km klassisch                                                                             | Seraina Boner                                                                               | Astrid Øyre Slind                                                                           | Kateřina Smutná                                                                             |

| 6. Ski Classics in Toblach – Toblach–Cortina | 6. Ski Classics in Toblach – Toblach–Cortina | 6. Ski Classics in Toblach – Toblach–Cortina | 6. Ski Classics in Toblach – Toblach–Cortina | 6. Ski Classics in Toblach – Toblach–Cortina |
| -------------------------------------------- | -------------------------------------------- | -------------------------------------------- | -------------------------------------------- | -------------------------------------------- |
| Datum                                        | Disziplin                                    | Erster Platz                                 | Zweiter Platz                                | Dritter Platz                                |
| 13. Februar 2016                             | 32 km klassisch 7                            | Britta Johansson Norgren                     | Seraina Boner                                | Masako Ishida                                |

| 7. Ski Classics von Sälen nach Mora – Wasalauf | 7. Ski Classics von Sälen nach Mora – Wasalauf | 7. Ski Classics von Sälen nach Mora – Wasalauf | 7. Ski Classics von Sälen nach Mora – Wasalauf | 7. Ski Classics von Sälen nach Mora – Wasalauf |
| ---------------------------------------------- | ---------------------------------------------- | ---------------------------------------------- | ---------------------------------------------- | ---------------------------------------------- |
| Datum                                          | Disziplin                                      | Erster Platz                                   | Zweiter Platz                                  | Dritter Platz                                  |
| 6. März 2016                                   | 90 km klassisch                                | Kateřina Smutná                                | Britta Johansson Norgren                       | Lina Korsgren                                  |

| 8. Ski Classics von Rena nach Lillehammer – Birkebeinerrennet | 8. Ski Classics von Rena nach Lillehammer – Birkebeinerrennet | 8. Ski Classics von Rena nach Lillehammer – Birkebeinerrennet | 8. Ski Classics von Rena nach Lillehammer – Birkebeinerrennet | 8. Ski Classics von Rena nach Lillehammer – Birkebeinerrennet |
| ------------------------------------------------------------- | ------------------------------------------------------------- | ------------------------------------------------------------- | ------------------------------------------------------------- | ------------------------------------------------------------- |
| Datum                                                         | Disziplin                                                     | Erster Platz                                                  | Zweiter Platz                                                 | Dritter Platz                                                 |
| 19. März 2016                                                 | 54 km klassisch                                               | Seraina Boner                                                 | Justyna Kowalczyk                                             | Masako Ishida                                                 |

| 9. Ski Classics von Vålådalen nach Edsåsdalen – Årefjällsloppet | 9. Ski Classics von Vålådalen nach Edsåsdalen – Årefjällsloppet | 9. Ski Classics von Vålådalen nach Edsåsdalen – Årefjällsloppet | 9. Ski Classics von Vålådalen nach Edsåsdalen – Årefjällsloppet | 9. Ski Classics von Vålådalen nach Edsåsdalen – Årefjällsloppet |
| --------------------------------------------------------------- | --------------------------------------------------------------- | --------------------------------------------------------------- | --------------------------------------------------------------- | --------------------------------------------------------------- |
| Datum                                                           | Disziplin                                                       | Erster Platz                                                    | Zweiter Platz                                                   | Dritter Platz                                                   |
| 2. April 2016                                                   | 60 km klassisch 8                                               | Justyna Kowalczyk                                               | Seraina Boner                                                   | Masako Ishida                                                   |

## Gesamtwertung Frauen
| Rang | Name                     | Punkte |
| ---- | ------------------------ | ------ |
| 1.   | Britta Johansson Norgren | 1520   |
| 2.   | Seraina Boner            | 1390   |
| 3.   | Kateřina Smutná          | 1370   |
| 4.   | Sara Lindborg            | 951    |
| 5.   | Masako Ishida            | 910    |
| 6.   | Astrid Øyre Slind        | 775    |
| 7.   | Lina Korsgren            | 770    |
| 8.   | Emilia Lindstedt         | 706    |
| 9.   | Justyna Kowalczyk        | 685    |
| 10.  | Annika Löfström          | 447    |